# Lo specchio della vita (film 1934)
Lo specchio della vita (Imitation of Life) è un film del 1934 diretto da John M. Stahl. La sceneggiatura si basa sul romanzo Imitation of Life di Fannie Hurst, pubblicato a New York nel 1933.
Nel 2005, il film è stato scelto per la conservazione nel National Film Registry della Biblioteca del Congresso degli Stati Uniti. Nel 2015, nella lista del National Film Registry è stato inserito anche il remake Lo specchio della vita, film del 1959 diretto da Douglas Sirk e interpretato da Lana Turner.

## Produzione
Prodotto dall'Universal Pictures sotto la dizione A John M. Stahl Production, il film ebbe dei problemi di censura già in fase di produzione: la Association of Motion Picture Producers (AMPP) era riluttante ad approvare il soggetto che trattava dei rapporti, anche sessuali, tra bianchi e neri e dove appariva anche un episodio di tentato linciaggio. Un argomento che, secondo l'AMPP, non solo violava il codice di produzione ma era anche pericoloso. Dopo un incontro con il produttore Carl Laemmle, Jr. e Harry H. Zehner, venne suggerito che il personaggio della ragazza apparentemente bianca ma di madre nera non fosse frutto di meticciato, bensì che il colore della sua pelle fosse dovuto a un fatto naturale, un caso raro ma scientificamente possibile, eliminando in tal modo implicazioni di mescolanze sessuali tra bianchi e neri che potevano offendere non solo il pubblico del Sud, dove venivano pubblicamente condannate, ma quello di qualsiasi altro luogo.
La sceneggiatura è firmata da William Hurlbut; non accreditati, vi misero mano diversi sceneggiatori: Preston Sturges, Finley Peter Dunne, Walter Ferris, Bianca Gilchrist, Victor Heerman, Sarah Y. Mason, Samuel Ornitz, Arthur Richman.

## Distribuzione
Il copyright del film, richiesto dall'Universal Pictures Corp., fu registrato il 22 novembre 1934 con il numero LP5115.
Distribuito dalla Universal Pictures, il film uscì nelle sale statunitensi 26 novembre 1934 dopo essere presentato in Giappone nell'ottobre 1934.

## Premi e riconoscimenti
Il film ottenne tre candidature agli Oscar: per il miglior film (che quell'anno fu vinto da Accadde una notte), per il migliore aiuto regista a Scott Beal, per il miglior sonoro a Theodore Soderberg e all'Universal Studio Sound Department.